# Burg Röhrda
Die Burg Röhrda ist eine Burg in der Ortsmitte des Ortsteils Röhrda innerhalb eines Gutshofes (Vor dem Kirchtor 7) der Gemeinde Ringgau im Werra-Meißner-Kreis in Hessen.

## Beschreibung
Über die Bauzeit und die Erbauer der Burganlage, die einen dreigeschossigen Wohnturm mit gewölbten Kellern und einer Seitenlänge von 5 mal 10 Metern zeigt, ist nichts bekannt. Bis 1549 war die Burganlage im Besitz der Herren von Falken. Später folgten die von Herda, von Siegel und von Meysenbug im Besitz. Die Meysenbug errichteten im 17. Jahrhundert am Wohnturm ein zweigeschossiges Wohngebäude mit Fachwerkobergeschoss.